# Bogofilter
Bogofilter est un logiciel libre sous licence GPL de classification de courrier électronique en spam s'il est indésirable ou ham dans le cas contraire, basé sur une analyse statistique de l'en-tête et du contenu du message. Le programme est capable d'apprendre à partir des classifications opérées par l'utilisateur. Il a été originellement écrit par Eric S. Raymond, et est actuellement maintenu par David Relson, Matthias Andree et Greg Louis.
Ce logiciel utilise la technique statistique de filtrage bayésien pour effectuer sa classification. Sa première utilisation en matière de spam a été décrite dans l'article de Paul Graham A Plan For Spam. Gary Robinson, dans son weblog Rants, a proposé des améliorations pour rendre la discrimination entre Spam et ham plus pertinente.  Le principal algorithme de Bogofilter se base sur le paramètre f(w) et la technique décrite par Fisher du Khi-2.
Bogofilter est appelé par un script du MDA, après la partie de vérification de validité de l’émetteur dans la chaine des filtres anti-spam, afin de classer un message entrant en spam ou ham en se basant sur des dictionnaires stockés dans une base Berkeley DB, SQLite3 ou encore QDBM). Bogofilter est aussi à l'aise sur du texte brut que sur du HTML. Il supporte également les messages au format MIME. En revanche, il ignore les pièces jointes telles que les images.
Bogofilter est écrit en C, et peut fonctionner sous Linux, FreeBSD, NetBSD, OpenBSD, Solaris, Mac OS X, HP-UX, AIX et d'autres systèmes.